# 引马镇
引马乡，是中华人民共和国山東省菏泽市鄄城县下辖的一个乡镇级行政单位。

## 行政区划
引马乡下辖以下地区：
南街村、北街村、土车刘村、张班庄村、马庄村、韩庄村、高垓村、南王庄村、张堂村、安庄村、申河口村、邵垓村、陈刘庄村、范庄村、营子村、向阳村、大黄庄村和郭楼村。